# 安田隆 (セラピスト)
安田 隆（やすだ たかし、1957年 - ）は民間セラピスト。1957年、兵庫県生まれ。70～80年代に関西でドラマーとして活動し、東洋や西洋の民間医療、心理療法や催眠療法を研究。1995年に「ジ・アーク・カンパニー」を設立、「問題がどんどん消えていく奇跡の技法」であると主張する「アルケミア」というテクニックを提唱し、民間セラピストとして活動している。